# Мирзаев, Даврон Бахтиёрович
Давро́н Бахтиёрович Мирза́ев (8 февраля 1989, Ташкент, Узбекская ССР, СССР) — узбекистанский и российский футболист, нападающий.

## Биография
Серьёзно заниматься футболом начал в 12 лет в школе ташкентского «Пахтакор». Первый тренер — Ильнур Евгеньевич Еремеев. Через три года был приглашён в дубль, затем — в юношескую сборную Узбекистана. В 16 лет подписал контракт с «Пахтакором». В 2006 году на турнире в Казахстане был замечен селекционерами российского «Рубина», и подписал с клубом контракт. Перед началом сезона 2009 года получил российское гражданство. В основном составе дебютировал в августе 2008 года в кубковом матче со «Сменой» из города Комсомольск-на-Амуре. За дублирующую и молодёжную команду «Рубина» в 2007—2009 годах провёл 47 матчей, забил 12 голов (ещё один гол провёл в двух аннулированных матчах в 2007 году). В Премьер-лиге дебютировал в матче 30-го тура чемпионата 2009, выйдя на замену в конце матча во встрече с «Кубанью».
В 2010 году стал обладателем Кубка чемпионов Содружества. Финалист юношеского чемпионата Азии 2008. В ноябре 2010 года принимал участие на Летних Азиатских играх (сборная дошла до 1/4 финала).
Летом 2015 года стал игроком ялтинского «Рубина». По окончании осенней части сезона, покинул клуб. В феврале 2016 года был на просмотре в белорусской «Белшине», однако команде не подошёл.